# Попогорская сотня
Попового́рская (Попового́рская) со́тня — административно-территориальная и войсковая единица в составе малороссийского Стародубского полка, существовавшая в XVII веке.
Центр — село Попова Гора (ныне Красная Гора).
В описании Нежинского полка 1654 года, куда в то время входил Стародубский полк как автономная единица, упоминается отдельная Попогорская сотня, очевидно сформированная сразу после освобождения от поляков (1648). Однако вскоре (по-видимому, в связи с претензиями Киево-Печерской лавры на значительные земельные владения в этой местности и, соответственно, с переводом здешнего населения в разряд крестьянства) Попогорская сотня была упразднена. К моменту выделения Стародубского полка в самостоятельную единицу (1663) Попогорская сотня уже не значилась и в дальнейшем не возобновлялась.
Около полувека территория Попогорской сотни и её немногочисленное казацкое население входили в состав полковой сотни, а около 1711 года здесь была образована Новоместская сотня.
У некоторых исследователей встречается упоминание о том, что Попогорская сотня была временно восстановлена в середине XVIII века (с 1748 до 1750 или 1752 г.), однако эти сведения нуждаются в проверке.